# Khālid ibn ʿAbd al-Malik al-Marwarrūdhī
Khālid ibn ʿAbd al‐Malik al‐Marwarrūdhī (arabe : خالد بن عبدالملك) était un esclave Zenj emmené en Perse au IXe siècle.
Avec ʿAlī ibn ʿĪsā al-Asṭurlābī en 827, il a mesuré la longueur du méridien, et donc la circonférence de la Terre, à la latitude du 35e parallèle nord, au niveau de la vallée du Tigre. Les deux astronomes ont effectué leurs mesures en aunes arabes, et ont déterminé les latitudes géographiques de leurs points extrêmes à partir des hauteurs des étoiles dans un système de coordonnées horizontales céleste. On estime qu'une aune arabe devait faire 49,33 cm. Par conséquent, ils ont trouvé une longueur de 1° de méridien égale à 111,8 km (ou, selon d'autres sources, 115,1 km), ce qui ne diffère de la bonne valeur que de 850 mètres ; et pour la circonférence de la Terre, une longueur de 40 248 km (ou 41 436 km).